# Macula
Pour les articles homonymes, voir Macula (homonymie).

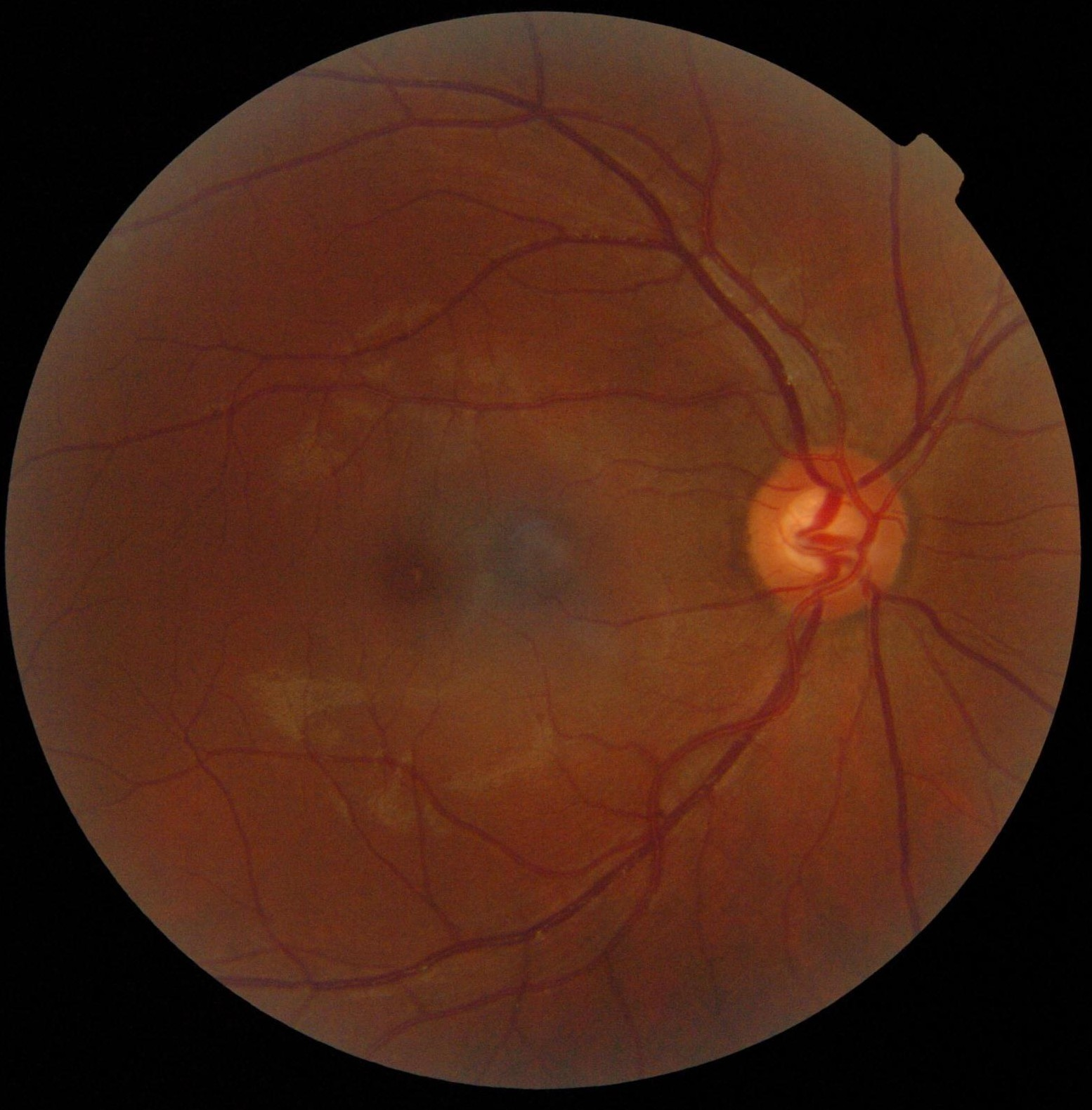
Rétinographie de l'œil : la macula est la tache sombre à gauche (la papille, origine du nerf optique, est la tache claire à droite).

La macula lutea, ou tache jaune, est la zone de la rétine caractérisée par une concentration maximale de cônes. Située au fond de l’œil, dans l’axe de la pupille, la macula a un diamètre d’environ 5,5 mm.
La macula permet la vision des détails en éclairage diurne. La macula contient en son centre une petite dépression, la fovéa : entièrement composée de cônes serrés les uns contre les autres, celle-ci est la zone d’acuité maximale de l’œil, celle qui donne la vision la plus précise en éclairage diurne. C’est sur elle que l’on amène l’image du point vers lequel on dirige le regard.

## Pathologie
La dégénérescence maculaire liée à l'âge (DMLA) est une pathologie fréquente qui entraîne une baisse de la qualité de la vue en vieillissant, cette maladie commence par toucher la zone maculaire puis s'étend à la périphérie.